# Oostum

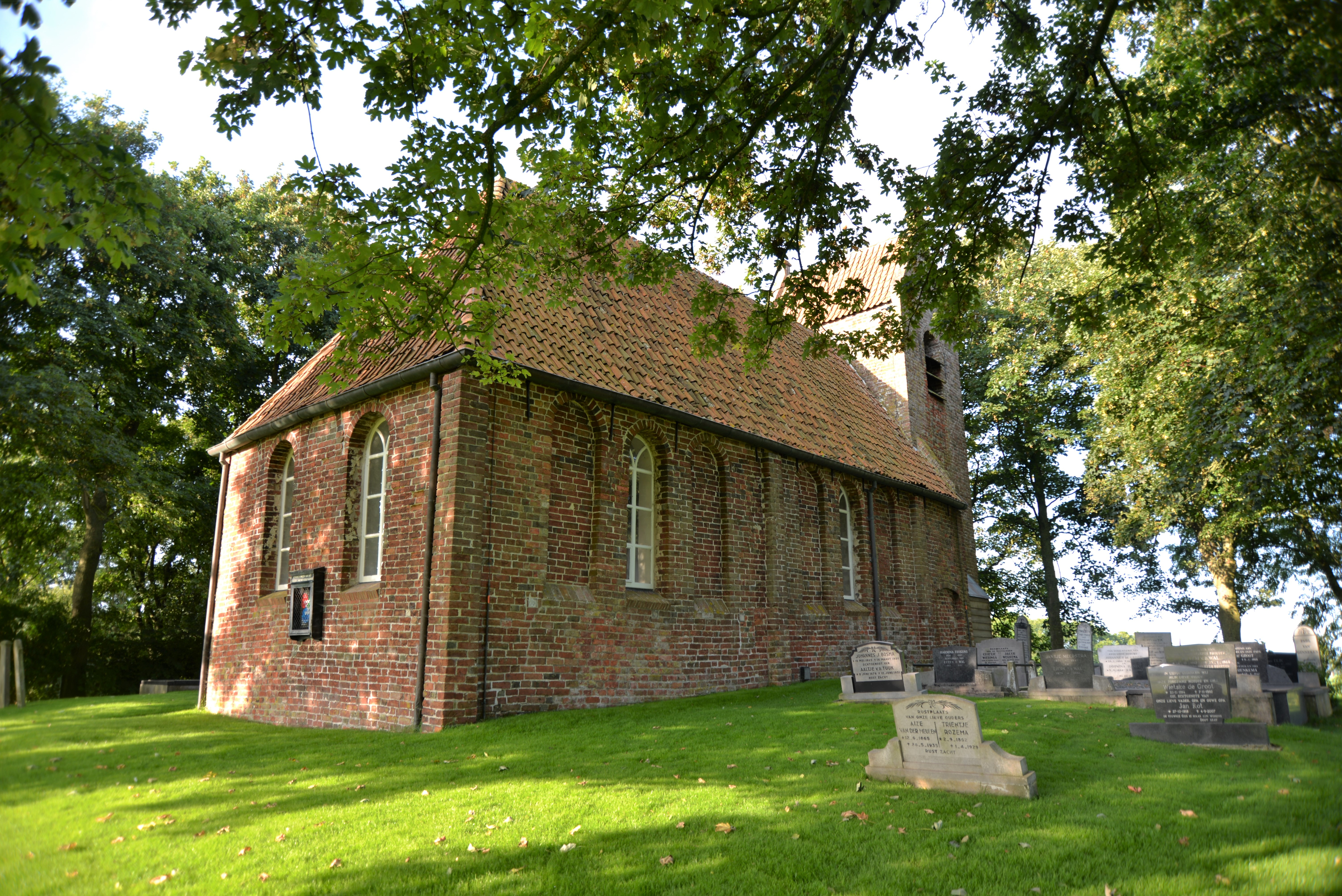
Kirche von Oostum, Foto Johanna Varner

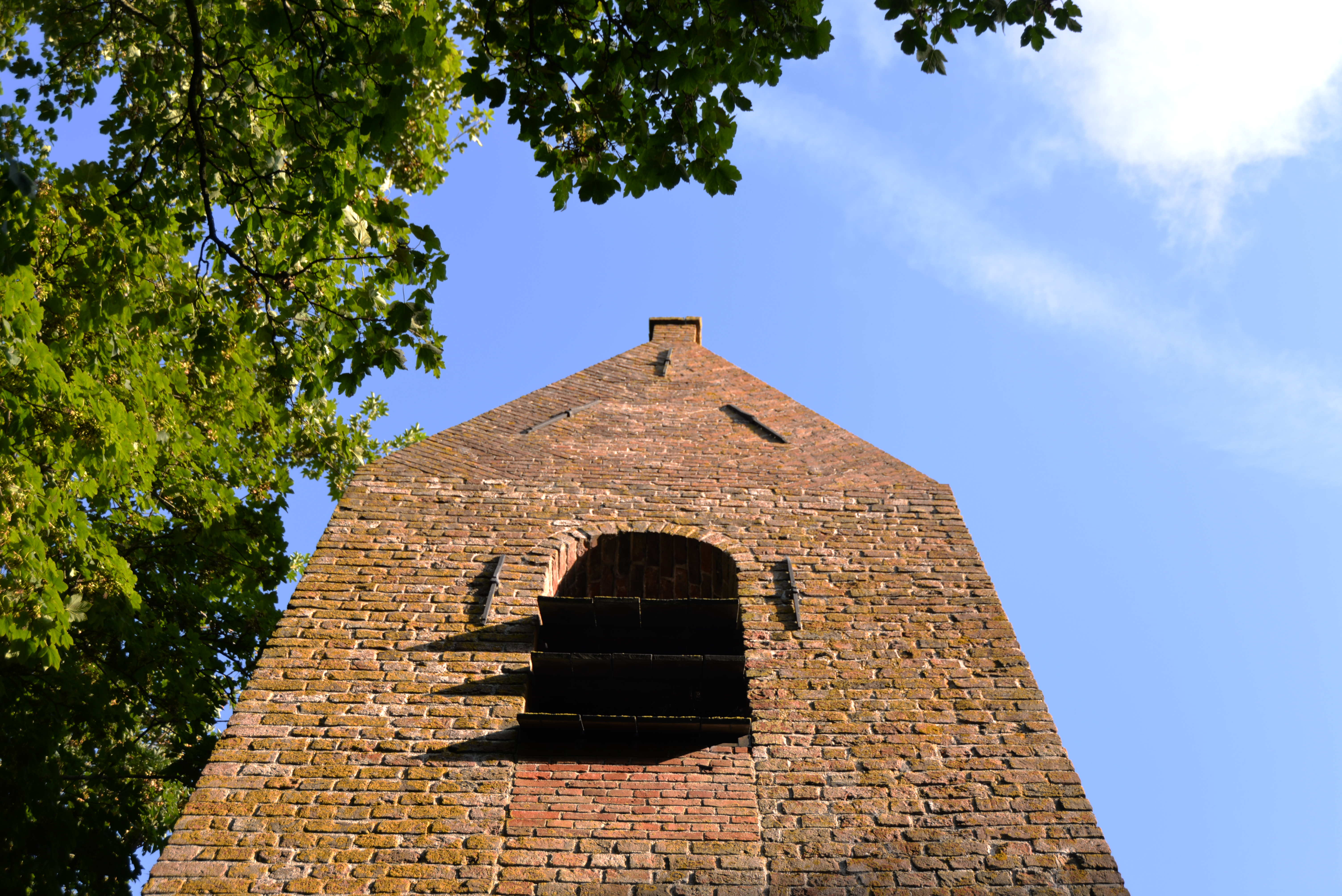
Kirchturm von Oostum, Foto Johanna Varner

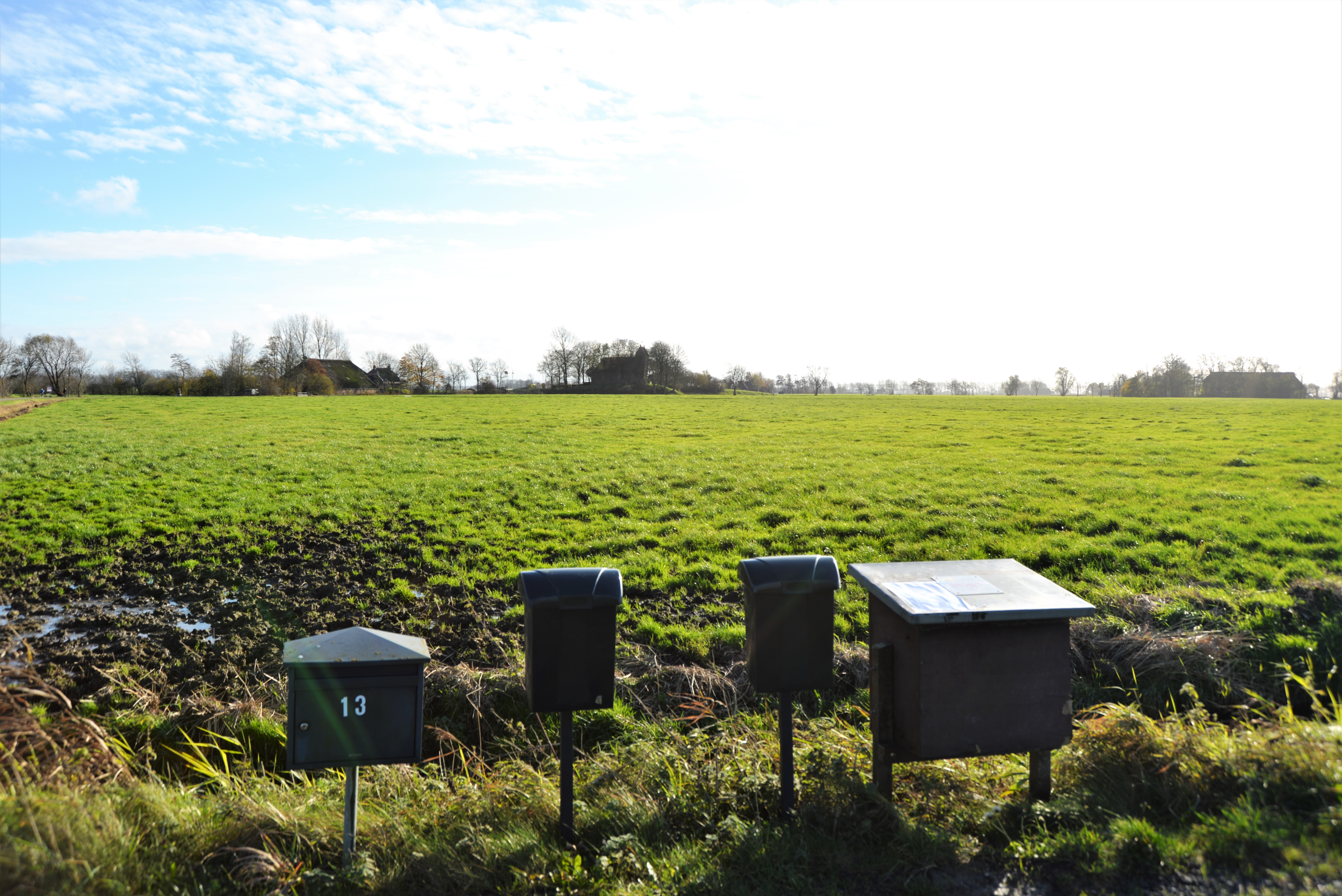
Briefkästen an einem der Ableger des Oostumerwegs, der zum Aduarderdiep führt mit der Warft und Kirche im Hintergrund.

Oostum ist eine Warft mit Kirche in Garnwerd, Gemeinde Westerkwartier in der Niederländischen Provinz Groningen. Der Weiler liegt an der Straße von  Groningen nach Garnwerd. Oostum steht unter Ortsbildschutz und befindet sich am Rande des Fernwanderwegs Pieterpad. Die Ortschaft Oostum erstreckt sich im Norden einige hundert Meter, im Westen ist das Aduarderdiep mit drei Gehöften direkt am Wasser die natürliche Grenze, im Osten das Reitdiep und im Süden die Warft bei der Kreuzung Wierumerschouwsterweg und Oostumerweg. Der Oostumerweg beginnt in Aduard, führt durch Oostum, direkt an der Kirche vorbei durch das Gehöft Krassum bis nach Garnwerd. Ableger de Oostumerweges führen teilweise 2 Kilometer bis zum Aduarderdiep, was an den vielen Briefkästen, die an den Zweigen des Oostumerweges stehen zu erkennen ist.

## Warft und Kirche
Die Warft stammt aus der Eisenzeit oder später und befindet sich auf einer alten Salzwiese. Möglicherweise wurde der Wohnplatz bereits früher bewohnt, da bei Bohrungen östlich der Warft im Jahr 1971  eine Siedlung aus früherer Phase gefunden wurde. Bei anderen Ausgrabungen wurden eine römische und Dutzende mittelalterlicher Tonscherben gefunden. Die Besiedlung wird  im 11. Jahrhundert erwähnt als in Astne(m), was sich aus einer Verkürzung der Wörter ast ("Osten") und hem ("Heim"), was "östlich gelegener Wohnsitz" bedeutet. Auf der Warft befindet sich die Kirche von Oostum aus dem 13. Jahrhundert, die am häufigsten abgebildete romanische Kirche in der Provinz Groningen. Sie hatte große Anziehungskraft auf die Maler der Künstlervereinigung De Ploeg. Bei Restaurierungsarbeiten im Jahr 1973 wurde deutlich, dass die Kirche ursprünglich höher gewesen war. Im 14., 15. oder 16. Jahrhundert wurde quer ein Turm errichtet. Im Turm hängt die alte Glocke der Jacobuskerk in Feerwerd aus dem Jahr 1446. Zwischen 1905 und 1913 wurden große Teile der Warft abgegraben, um fruchtbare Erde zu erhalten und zu verkaufen. Der Besitzer des Hofes Reininghes Stede ließ 1913 einen Tunnel unter die Straße bauen, um die abgegrabene Erde unter der Straße mit einem Muldenkipper transportieren zu können. Durch die steile Kante erhebt sich die Kirche bis zu 4,5 Meter über die Umgebung.

## Andere Gebäude

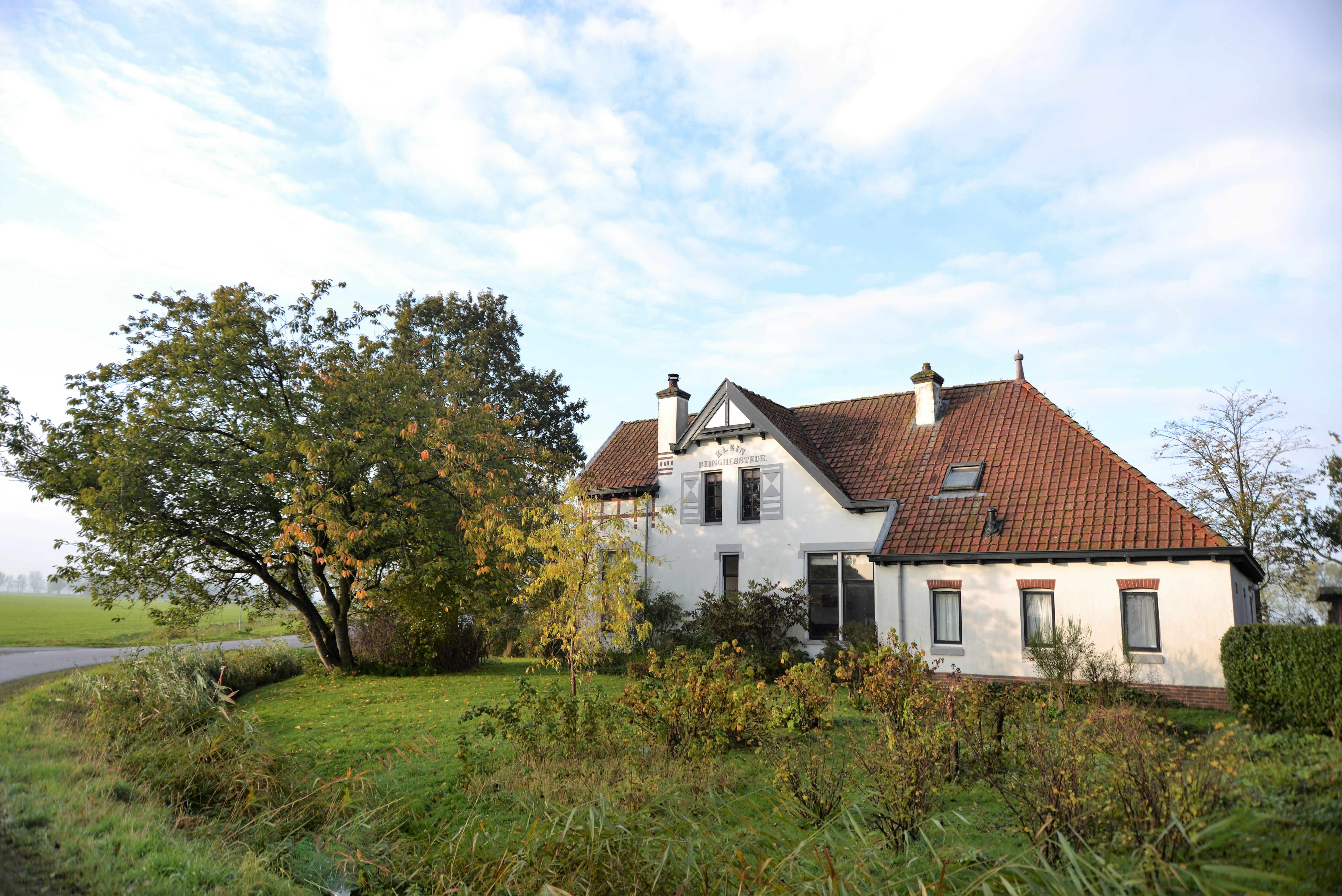
Villa Klein Reinghesstede, Foto Johanna Varner

Im Norden, Südwesten und Süden der Warft befinden sich drei Gehöfthügel, in denen mittelalterliche Überreste gefunden wurden. Der nördliche ist der Hof Reinghes Stede aus dem Jahr 1805 (erweitert 1827), in denen die im nahe gelegenen Kloster Aduard gebrannten Klostersteine sogenannte kloostermoppen und ein Stein mit der Jahreszahl 1561 eingearbeitet wurden, der möglicherweise von einem Vorgängerbau stammt. Südlich der Warft befindet sich die weiß verputzte Villa „Klein Reinghesstede“, die ca. zwischen 1920 und 1935 erbaut wurde.

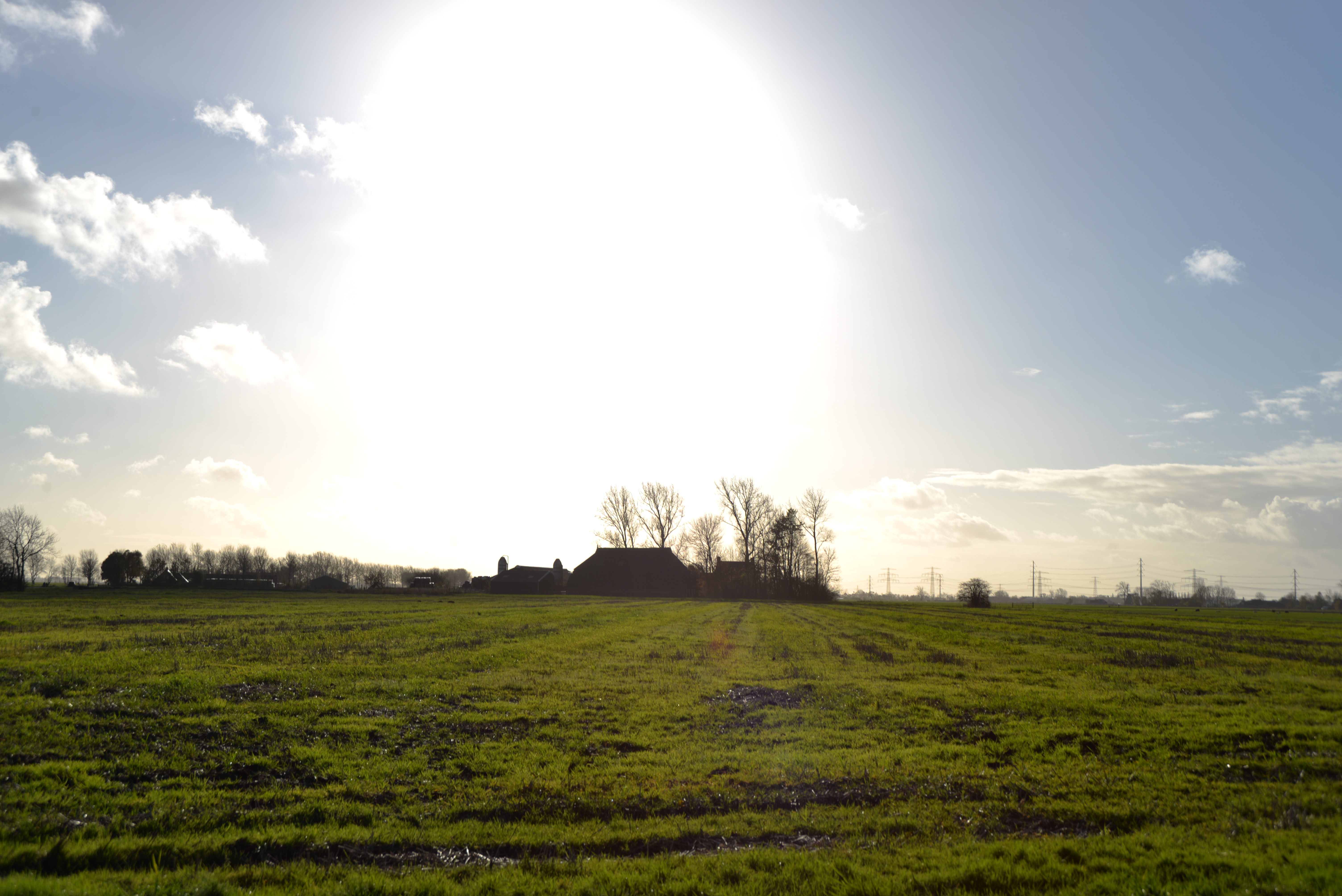
Bauernhof Oostumerweg 29 (a)

Südlich der Warft befand sich einst eine Burg, die 1587 als Eigentum des verstorbenen Tese Clant erwähnt wurde. 1522 wurde dieses Steinhaus wahrscheinlich von Soldaten des Herzogtums Geldern in Brand gesteckt. 1627 wurde die bereits verfallene Burg verkauft. Vermutlich wurde die Ruine nicht lange danach geschleift. Der Atlas der Stadslanden von Groningen (1724–1729) von Hindrik Warner Folckers erwähnt einen Bauernhof, der sich an der Stelle der verfallenen Burg befand. An dieser Stelle steht noch immer ein Bauernhof (Oostumerweg 29).

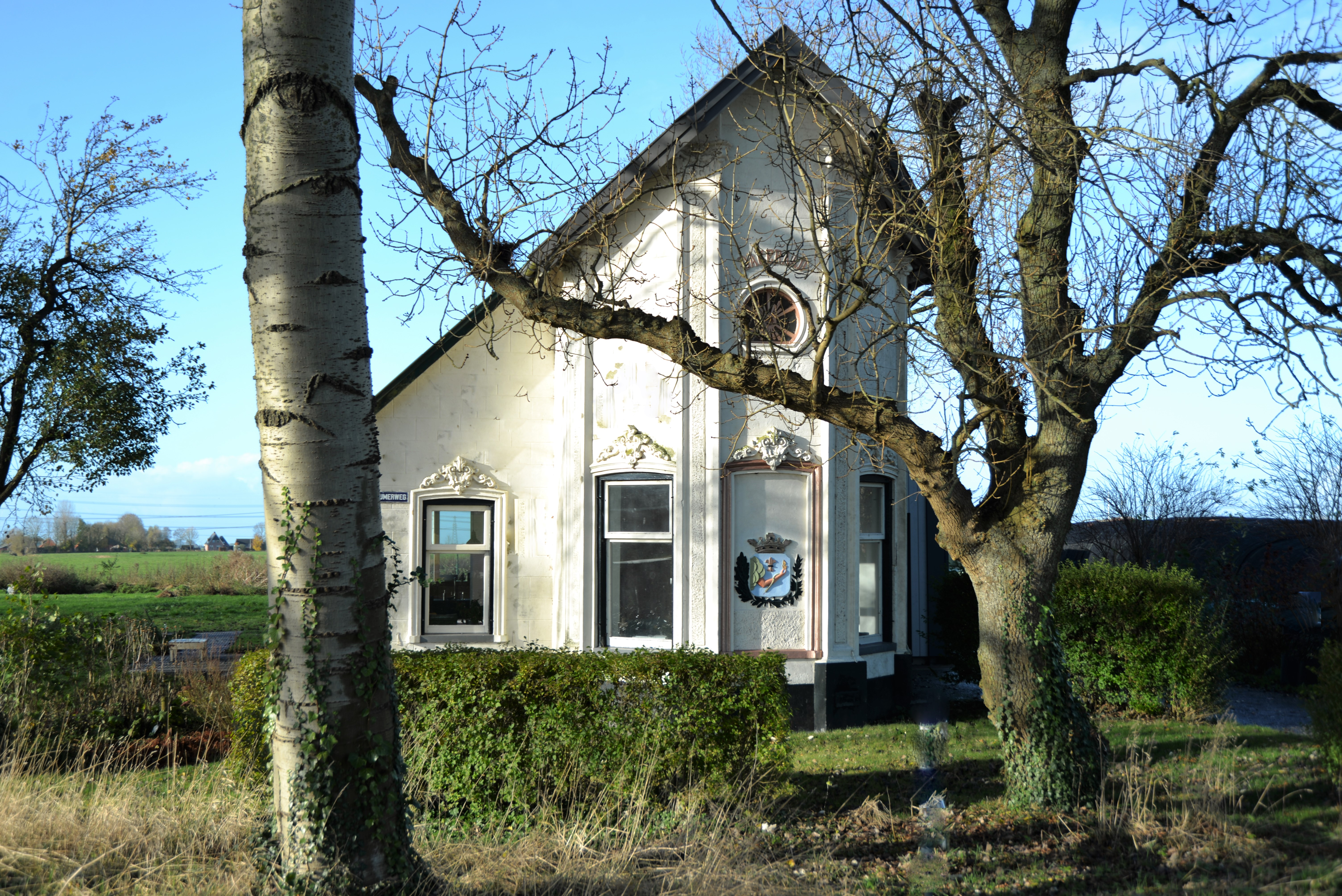
Landhaus Dageraad, Foto Johanna Varner

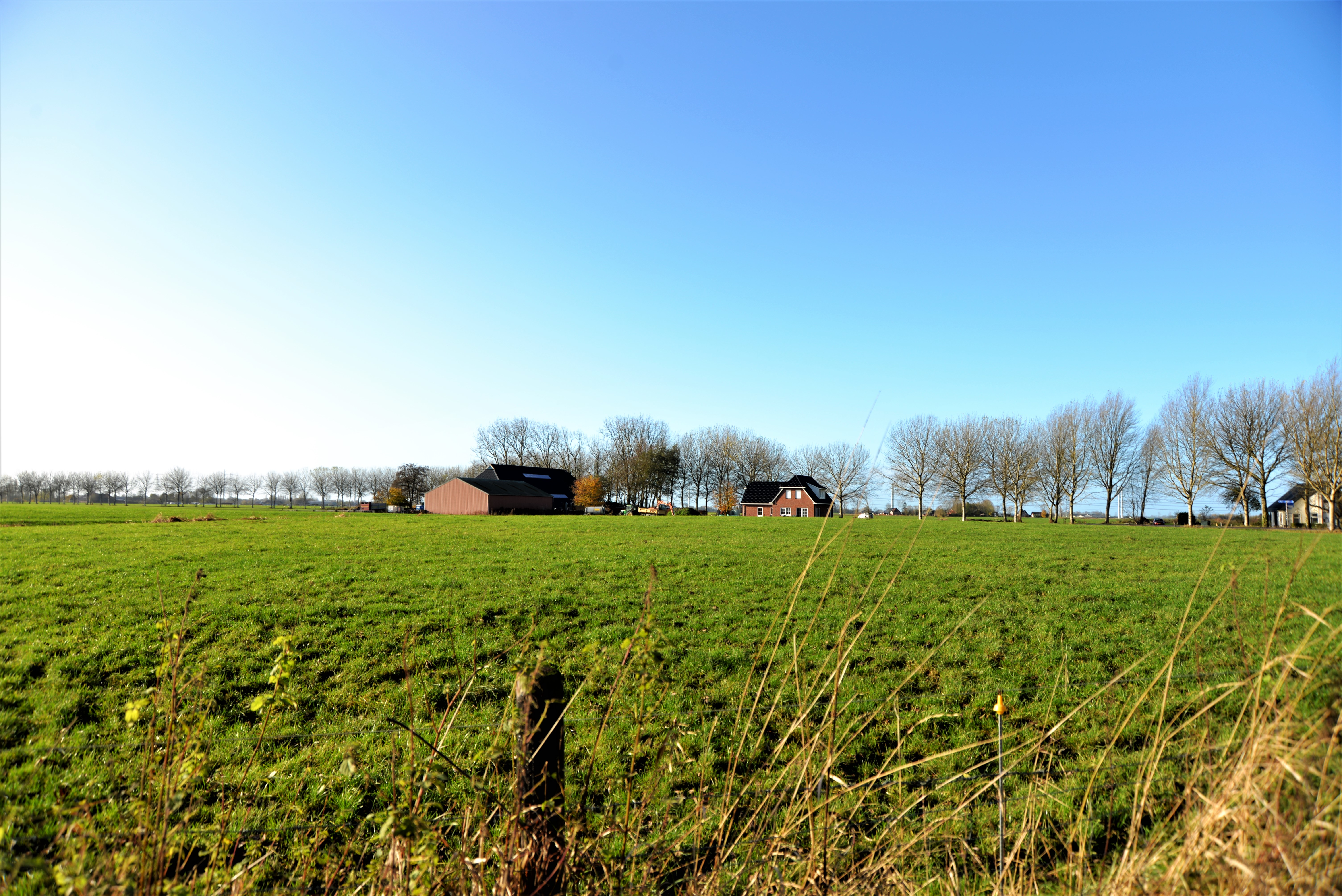
Warft Wierumerschouwsterweg aus der Eisenzeit, rechts im Bild Landhaus Dageraad, Foto Johanna Varner

Etwa einen Kilometer südlich von Oostum, an der Weggabelung mit dem Wierumerschouwsterweg (Oostumerweg 31), steht das Landhaus Dageraad aus dem Jahr 1890, das teilweise die Form eines Schiffes hat. Es wurde im Auftrag des Veendamer Reeders B.H. Kranz vom Veendammer Architekten G.T. Bündel entworfen. Das Wappen von Veendam-Wildervank ziert die Fassade. Die Rückseite des Hauses stürzte im Zweiten Weltkrieg bei einem Sturm ein. Dieser Teil wurde später umgebaut, jedoch nicht mehr in Form eines Schiffes. Schräg gegenüber diesem Haus, auf der anderen Seite des Wierumerschouwsterwegs, befindet sich eine Warft aus der späten Eisenzeit bis zum späten Mittelalter mit einer Höhe von 2,18 m über NAP (Meeresspiegel).
Westlich von Oostum stand zu Beginn des 20. Jahrhunderts am östlichen Ufer des Aduarderdiep eine Ziegelei. Etwas weiter südlich, schräg gegenüber von Joeswerd und der Mühle "De Eolus", gab es früher auch eine Ziegelei und weiter nördlich, am anderen Ufer, gab es bei Bolshuizen und Schifpot ebenfalls Ziegeleien.

## Dode Laan

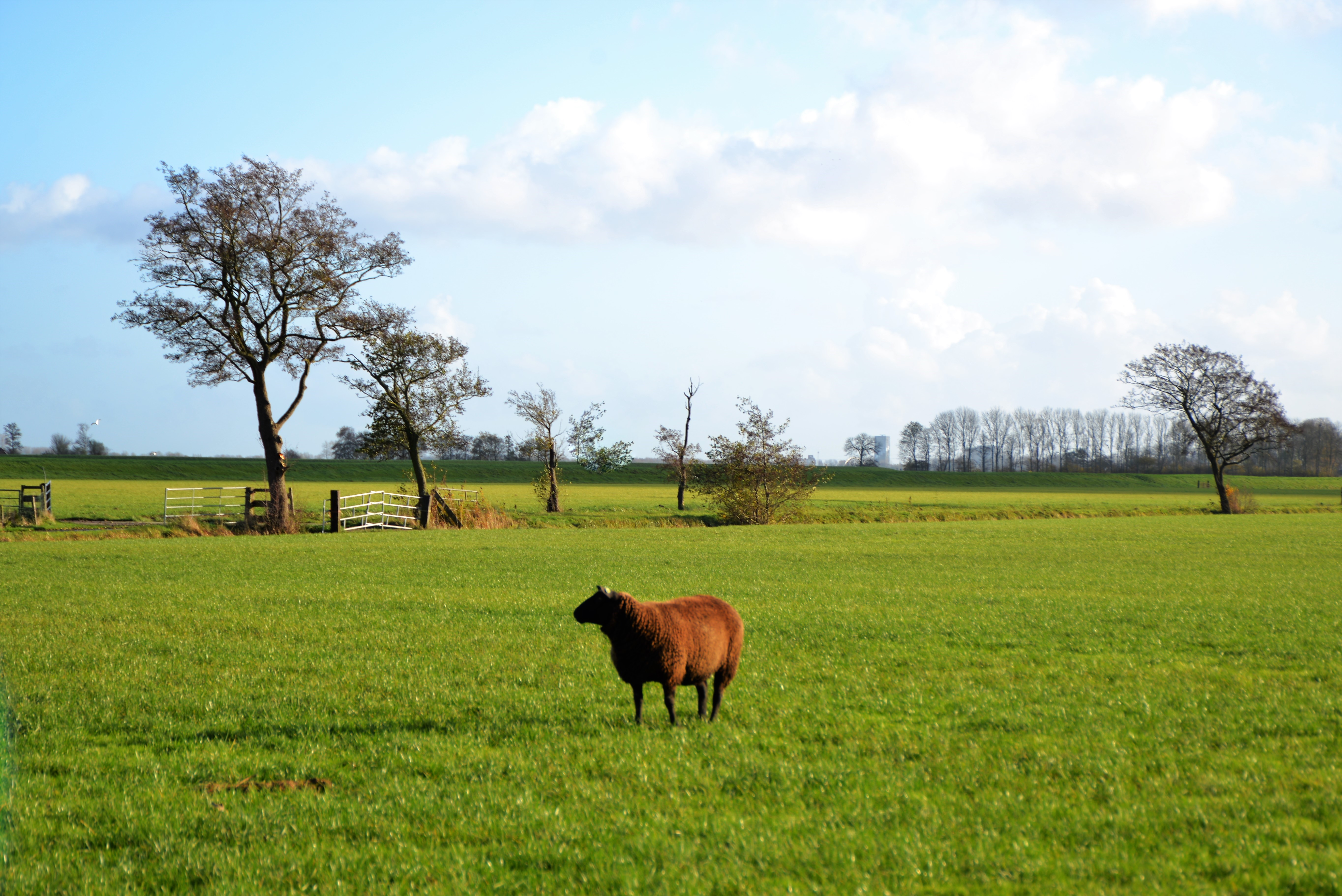
De "Dode Laan", die Totenalle, wird von Bäumen gesäumt und läuft am Deich des Reitdiep entlang Richtung Wierumerschouw, Blick aus dem Nordwesten, von der Villa Klein Reinghesstede gesehen.

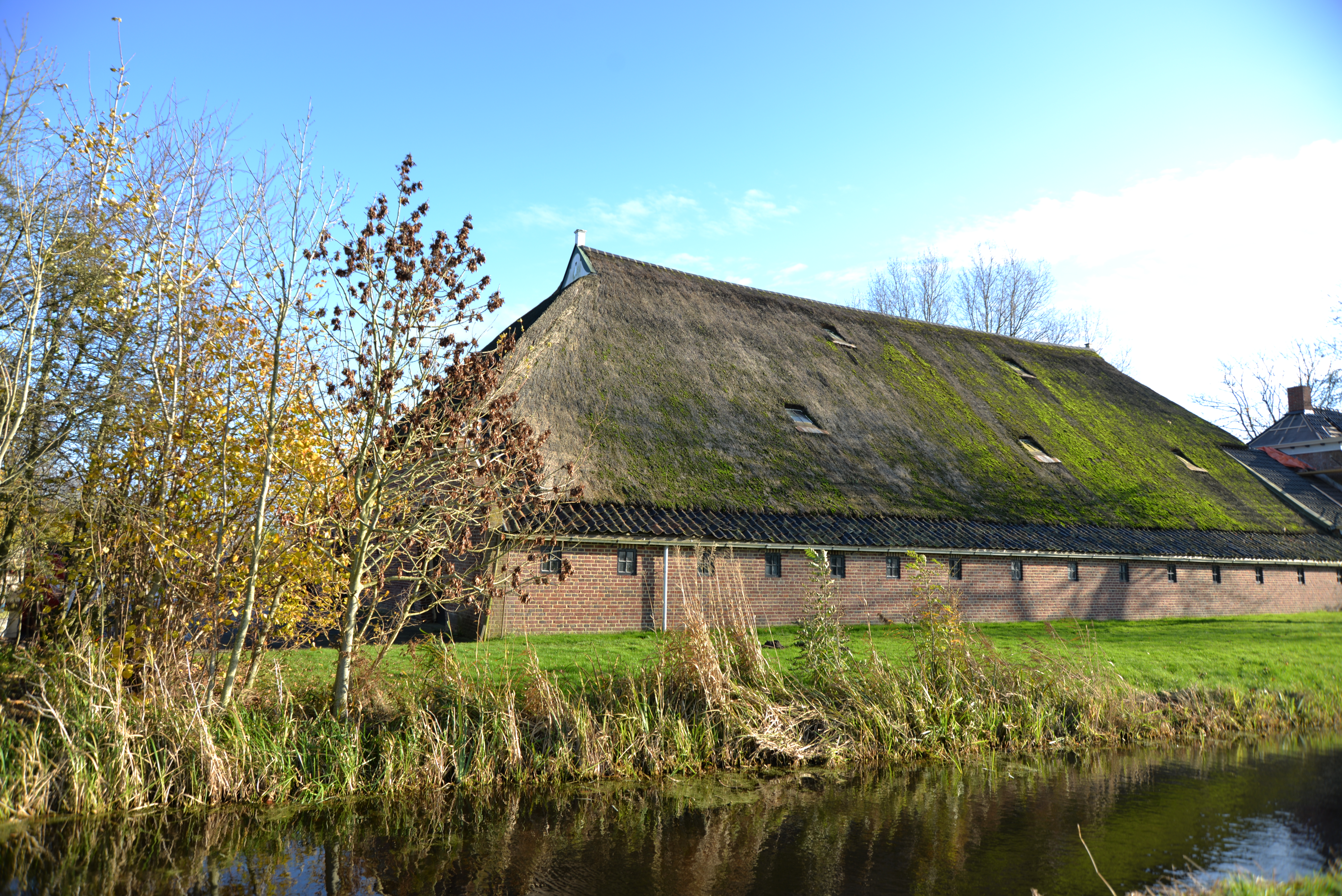
Hof Reinghes Stede

Südlich von Oostum führt der Fernwanderweg Pieterpad weiter in Richtung Wierumerschouw über den Weg Dode Laan ("Totenallee), einem ehemaligen Trauerweg, benannt nach den Trauerzügen, die darüber her zogen, um die Toten auf dem Friedhof von Oostum oder Wierum zu bestatten.